# Serpoukhovskaïa (métro de Moscou)
Serpoukhovskaïa (en russe : Серпуховска́я et en anglais : Serpukhovskaya) est une station de la ligne Serpoukhovsko-Timiriazevskaïa (ligne 9 grise) du métro de Moscou, située sur le territoire de l'arrondissement Zamoskvoretche dans le district administratif central de Moscou.

## Situation sur le réseau
Établie en souterrain, à 43 mètres sous le niveau du sol, la station Serpoukhovskaïa est située au point 48+48 de la ligne Serpoukhovsko-Timiriazevskaïa (ligne 9 grise), entre les stations Polianka (en direction de Altoufievo) et Toulskaïa (en direction de Boulvar Dmitria Donskogo).